# Иов (Афанасьев)
Епи́скоп И́ов (в миру Я́ков Ива́нович Афана́сьев; 1888, Гречишкино, Старобельский уезд, Харьковская губерния — 15 сентября 1937, Вишерский исправительно-трудовой лагерь, Красновишерск, Пермский край, СССР) — российский и советский религиозный деятель, сторонник архиепископа Андрея (Ухтомского), участник «андреевского» движения непоминающих (1925—1928), от которого отошёл в 1928 году, создав собственное автокефальное движение.

## Биография
Родился в 1888 году в селе Гречишкино Старобельского уезда Харьковской губернии. Происходил из крестьян, систематического образования не получил, но с молодости тяготел к уединенной монашеской жизни.
Уехал на Кавказ, где познакомился с епископом Сухумским Андреем (Ухтомским) и стал насельником одного из монастырей Сухумской епархии.
В начале 1920-х годов он энергично выступил против обновленческого раскола. О его взглядах в то время говорят показания Агафангела (Садовскова), которого он в 1924 году убедил принять сан и монашество: «В процессе моего знакомства и встреч с Иовом он мне стал внушать о необходимости примкнуть к его, Иова, церковной ориентации, которая определялась и выражалась в — как я его понял — крайне правом церковном монархическом течении, опирающемся на патриарха Тихона, к которому он, Иов, неоднократно выезжал в Москву для получения инструкций и указаний. В одной из своих бесед со мною, когда Иов меня уже достаточно подготовил и обработал, он мне предложил принять сан священника, мотивируя это необходимостью защиты, как он говорил, и спасения России, то есть православной Церкви, которую могут спасти не продажные епископы и священники, а сами истинно верующие»
В 1925 году был осуждён в Майкопе «народным судом» и приговорён к ссылке в Уфу сроком на 5 лет. К тому времени в Уфе наметилось разделение между сторонниками Патриаршей церкви: в мае 1925 года на благочинническом съезде епископ Иоанн (Поярков) провёл резолюцию об отмежевании от архиепископа Андрея (Ухтомского) как «контрреволюционного» политического деятеля. В этих условиях архиепископ Андрей решился на рукоположение нескольких викарных епископов для Уфимской и Златоустовской епархий. В начале июня 1925 года совместно со ссыльным епископом Нижнетагильским Львом (Черепановым) он совершил в городе Теджен хиротонии трёх кандидатов во епископы: архимандрита Антония (Миловидова) во епископа единоверческого Усть-Катавского, архимандрита Питирима (Ладыгина) во епископа Нижегородского града Уфы и иеромонаха Руфина (Брехова) во епископа единоверческого Саткинского. Законность совершённых в Теджене хиротоний не была признана епископом Иоанном (Поярковым). При этом его канонические права как временно управляющего Уфимской епархией были подтверждены указом местоблюстителя Патриаршего престола митрополита Петра (Полянского) от 6 июля 1925 года. В результате новые викарные епископы положили начало самостоятельной иерархии «андреевского» течения, к которому и примкнул иеромонах Иов.
20 января 1928 года в Петропавловской церкви села Четвёрто-Петровское Иглинского района по благословению архиепископа Андрея была совершена хиротония архимандрита Иова во епископа. Хиротонию совершили епископ Питирим (Ладыгин) и прибывший на хиротонию епископ Руфин (Брехов). Тогда же Иов постриг епископа Питирима в схиму с именем Петр и по благословению архиепископа Андрея принял от него в управление Нижегородскую кафедру (имеется ввиду Нижегородская слобода Уфы). Епископ Иов служил в Крестовоздвиженской церкви в Уфе как кафедральной. В конце января — начале февраля 1928 года вместе со схиепископом Петром совершил архиерейскую хиротонию архимандрита Вениамина (Троицкого) во епископа Бирского.
Помимо открытого служения готовил кадры для подпольного служения. При этом в отличие от епископа Вениамина (Троицкого), стремившегося легализовать подпольных священников, был сторонником создания законспирированных общин, совершающих тайные богослужения в скрытых церквах — подпольях, пещерах, землянках и т. п.. В июне 1928 года в связи с тяжкими обвинениями был епископом Вениамином отстранён от управления Нижегородским викариатством с запрещением в священнослужении, после чего выбыл за пределы епархии.
Через непродолжительное время он вернулся в Уфу и вновь приступил к служению в Крестовоздвиженском храме, община которого приняла прежнего архипастыря и отошла от архиепископа Андрея. При этом Иов стал именоваться «епископом Уфимским». Вскоре он приступил к созданию собственного автокефального течения. Отойдя от «андреевцев», продолжал следовать той тактике, какая была выработана архиепископом Андреем (Ухтомским), заключавшейся в создании нелегальных общин и поставлении для них духовенства с сокрытием от властей и монашества, и духовного сана.
В связи с этим его особое внимание привлекли иоанниты, посещавшие богослужения в Крестовоздвиженском храме. Епископ Иов использовал открывшуюся возможность, чтобы создать на базе иоаннитской общины нелегальное течение во главе с архиереем. Весной 1929 года он постриг в монашество Василия Воронова с именем Варсонофий и возвёл его в сан архимандрита и тем самым вместе с общиной поступил в непосредственное ведение этого архиерея. Незадолго до Пасхи 1929 года, которая приходилась на 5 мая (по новому стилю), по приглашению епископа Иова в Уфу прибыл иеромонах Агафангел (Садовсков). Он познакомился с группой Варсонофия (Воронова), стал посещать домашние богослужения иоаннитов, вскоре был назначен руководителем общины с возведением в сан архимандрита, а 22 июня 1929 года в молельне иоаннитов в доме Варсонофия (Воронова) был тайно рукоположен во епископа. Первым участником хиротонии являлся епископ Иов, вторым — некий епископ Нектарий из непоминающих. Обстановка глубокой тайны, окружавшей это событие и призванной дезориентировать власти, достигла своей цели. В Уфе циркулировало множество слухов о хиротонии.
Предназначением нового архиерея было исключительно тайное служение и формирование автономного течения из бывших иоаннитов, различных групп «непоминающих» Кубани, Кавказа, Поволжья, тайных монашеских общин Урала. Автономное «агафангеловское» течение было разгромлено в 1930-е годы. Решающий удар по этому течению ОГПУ нанесло в 1933 году, когда были ликвидированы многие общины и репрессировано тайное духовенство во главе с епископом Агафангелом. Последний был осуждён к десяти годам лишения свободы, в 1937 году в лагере вновь арестован, приговорён к высшей мере наказания и расстрелян.
Епископ Иов был арестован 10 сентября 1930 года и приговорён к заключению в исправительно-трудовом лагере сроком на 8 лет. В 1937 года в лагере был арестован, приговорён к высшей мере наказания и 15 сентября 1937 года расстрелян.